# Joan Dorda i Morera
Joan Dorda i Morera (València, 1855 — 1928) fou un advocat, polític i crític d'art valencià

## Biografia
Era fill de Joan Dorda Villarroya, un dels dirigents del Partit Moderat a València, amb eel que fou tinent d'alcalde i diputat provincial. Va fer el batxillerat a l'Institut d'Ensenyament Secundari de València i el 1878 es llicencià en dret a la Universitat de València.
Juntament amb el seu pare va participar en la conspiració de 1874 que va portar a la restauració borbònica i es va fer membre del Partit Conservador. Així fou nomenat cònsol dels Països Baixos a València i diputat de la diputació de València en 1882 i 1884 pel districte de Serrans. Fou alcalde de València dos cops (de març a juliol de 1891 i de juliol de 1899 a juny de 1900). Cánovas del Castillo el nomenà posteriorment governador civil de Badajoz, Múrcia, Castelló de la Plana i Barcelona (de maig a novembre de 1900).
Afectat per una malaltia, deixà la política i se centrà en la seva tasca en l'Acadèmia de Sant Carles de València, en la que va ingressar el 1896 i de la que en fou president de 1911 a 1928. Va reformar el seu museu i inicià la publicació del butlletí Archivo de Arte Valenciano (1915), on hi publicà alguns articles.
També fou president de la Societat Filharmònica de València, de la Societat d'Assegurances contra Incendis, conseller fundador de la Caixa d'Estalvis i Mont de Pietat de València i membre de la Reial Acadèmia de Belles Arts de San Fernando de Madrid, i de l'Accademia di San Luca, de Roma.